# Acer x freemanii 'Autumn Blaze'
Acer x freemanii 'Autumn Blaze é uma espécie de árvore do gênero Acer, pertencente à família Aceraceae.